# Холіямб
Холія́мб (дав.-гр. χωλίαμβος ‘кульгавий ямб’), скадзон (дав.-гр. σκάζων), кривий ямб — 
віршовий розмір, різновид ямбічного вірша, в якому остання стопа (клаузула, константа) перетворена на хорей, внаслідок чого виникає враження, ніби віршовий ритм спіткнувся в кінці рядка.. Замість хорею в останній стопі може використовуватися також спондей. 

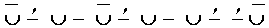
Метрична схема холіямбу.

## Використання
Холіямбічний вірш використовувався у античній комічній і трагикомічній поезії. Першим вірші в холіямбі писав Гіппонакт Ефеський — давньогрецький поет другої половини VI ст.до н. е., пізніше цим розміром користувалися Каллімах, Бабрій Геронд, Катулл, Марціал.

## Приклади
Катулле бідний, вже химери гнать годі.
Оригінальний текст (лат.)
Mĭsēr Cătūllĕ, dēsĭnās ĭnēptīrě.— Катулл 8, 1
Лампріску, хай тобі в житті дадуть Музи

Зазнати радощів усіх, дери шкіру

Йому з плечей, та так дери, щоб аж звисла

Його душа проклята на губах в нього.— Герод

## Хоріямб
Іноді віршувальний розмір холіямб називають хоріямбом, це помилка, бо хоріямбом в античній версифікації називалася чотирискладова стопа, утворена поєднанням хорея і ямба.